# Малые пармские анналы и заметки
Малые пармские анналы и заметки (лат. Annales Parmenses minores et Notae Parmenses) — небольшие исторические сочинения, сохранившиеся в рукописи XIV в. Описывают главным образом события истории Италии XI—XII вв. (ПА: с 1038 по 1167 гг.; ПЗ: с 1147 по 1180 гг.).

## Издания
- Annales Parmenses minores // MGH, SS. Bd. XVIII. Hannover. 1863, p. 662—663[2].

- Notae Parmenses // MGH, SS. Bd. XVIII. Hannover. 1863, p. 664[3].

## Переводы на русский язык
- Малые пармские анналы в переводе И. М. Дьяконова на сайте Восточной литературы

- Пармские заметки в переводе И. М. Дьяконова на сайте Восточной литературы